# Zygmunt Drybański
Zygmunt Drybański (ur. 30 czerwca 1916 w Orchowie, zm. 1 czerwca 1991 w Poznaniu) – podpułkownik pilot, oficer Polskich Sił Powietrznych, dowódca dywizjonu 316, kawaler Virtuti Militari.

## Życiorys
Syn Marcina i Kazimiery z domu Chudzińska. W 1936 r. zdał egzamin maturalny w Gimnazjum im. opata Kosmowskiego w Trzemesznie. Zgłosił się do służby wojskowej i został przyjęty do Szkoły Podchorążych Lotnictwa. Ukończył ją w 1939 r. ze 122. lokatą XII promocji i otrzymał przydział do 141. eskadry myśliwskiej.
Po wybuchu II wojny światowej walczył w składzie 141. em. 6 września wziął udział w walce z formacją piętnastu Ju 87 atakujących mosty w rejonie Torunia. Drybański zestrzelił jeden samolot nieprzyjaciela, ale sam lądował przygodnie na uszkodzonej maszynie i nie zdołał już dołączyć do swej jednostki. Na stanie eskadry figurował jako zaginiony.
Udało mu się uniknąć niewoli i przez Rumunię przedostał się do Francji. W maju 1940 r. został skierowany na przeszkolenie na sprzęcie francuskim do Saint-Étienne. 5 czerwca na lotnisku w Saint-Symphorien-d’Ozon został ranny podczas kolizji Caudron C.635 Simoun, którego był pasażerem, z Caudron CR.714 pilotowanym przez ppor. Jerzego Schmidta. Nie zdążył wziąć udziału w walkach, po upadku Francji został ewakuowany przez Afrykę do Wielkiej Brytanii. Zgłosił się do służby w Polskich Siłach Powietrznych, otrzymał numer służbowy RAF P-0382. Został skierowany do 55. OTU na przeszkolenie na sprzęcie brytyjskim. Po jego zakończeniu 16 kwietnia 1941 r. został przydzielony do dywizjonu 315. 21 października zgłosił zestrzelenie Bf 109. 14 lutego 1943 r. przeniesiono go do dywizjonu 306 na stanowisko dowódcy eskadry A. 21 stycznia 1944 r. podczas operacji Ramrod uszkodził Me 210. W kwietniu został przeniesiony do dywizjonu 316, gdzie 7 września objął stanowisko dowódcy. Zdał je 5 lipca 1945 r.
Po zakończeniu działań wojennych nie zdecydował się na powrót do Polski, pozostał na emigracji. Początkowo mieszkał w Wielkiej Brytanii, w latach 50. XX w. wyjechał do USA, skąd przeniósł się do Australii. W 1980 r. powrócił do Polski i zamieszkał w Poznaniu.
Na liście Bajana został sklasyfikowany na 158. pozycji z dwoma pewnymi zwycięstwami i jednym uszkodzeniem. Zmarł 1 czerwca 1991 r. w Poznaniu, został pochowany na cmentarzu parafialnym w rodzinnym Orchowie.

## Ordery i odznaczenia
Za swą służbę został odznaczony:
- Krzyż Srebrny Virtuti Militari nr 11 093,
- Krzyż Walecznych – trzykrotnie,
- Medal Lotniczy – trzykrotnie,
- Polowa Odznaka Pilota,
- Odznaka za Rany i Kontuzje.